# Les Authieux-Papion
Les Authieux-Papion ist eine Ortschaft im französischen Département Calvados in der Normandie. Die vormals eigenständige Gemeinde ging mit Wirkung vom 1. Januar 2017 in der neu gebildeten Gemeinde Mézidon Vallée d’Auge, einer Commune nouvelle, auf. Seither ist sie eine Commune déléguée. Nachbarorte sind Le Mesnil-Mauger im Westen, Grandchamp-le-Château im Norden, Saint-Julien-le-Faucon im Osten und Vieux-Pont-en-Auge im Süden. Das Gebiet wird vom Fluss Viette durchquert.

## Bevölkerungsentwicklung

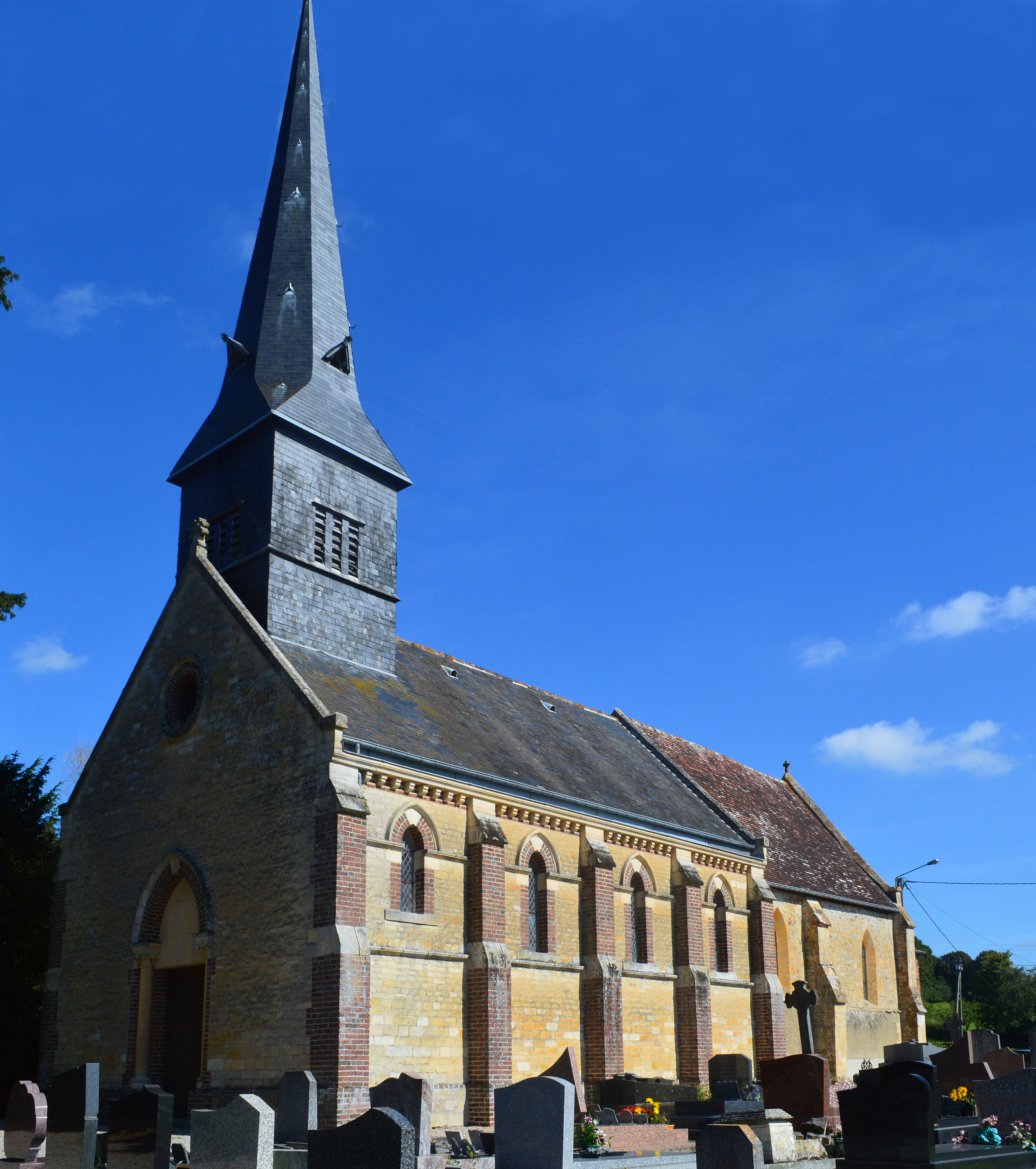
Kirche Saint-Philibert

| Jahr      | 1962 | 1968 | 1975 | 1982 | 1990 | 1999 | 2008 | 2016 |
| --------- | ---- | ---- | ---- | ---- | ---- | ---- | ---- | ---- |
| Einwohner | 94   | 78   | 78   | 61   | 53   | 60   | 63   | 63   |